# Strade Bianche for kvinder
Strade Bianche for kvinder (Strade Bianche Donne), også kaldt Strade Bianche Rosa af italienske medier, er et professionelt cykelløb for kvinder i Toscana, Italien. Løbet afholdes samme dag som  herrernes løb på stort set samme veje, men ruten er kortere.
Løbet har været en del af UCI Women's World Tour siden 2016.

## Vindere
| År   | Vinder                      | Toer                 | Treer                  |
| ---- | --------------------------- | -------------------- | ---------------------- |
| 2015 | Megan Guarnier              | Lizzie Armitstead    | Elisa Longo Borghini   |
| 2016 | Lizzie Armitstead           | Katarzyna Niewiadoma | Emma Johansson         |
| 2017 | Elisa Longo Borghini        | Katarzyna Niewiadoma | Lizzie Deignan         |
| 2018 | Anna van der Breggen        | Katarzyna Niewiadoma | Elisa Longo Borghini   |
| 2019 | Annemiek van Vleuten        | Annika Langvad       | Katarzyna Niewiadoma   |
| 2020 | Annemiek van Vleuten        | Mavi García          | Leah Thomas            |
| 2021 | Chantal van den Broek-Blaak | Elisa Longo Borghini | Anna van der Breggen   |
| 2022 | Lotte Kopecky               | Annemiek van Vleuten | Ashleigh Moolman-Pasio |
| 2023 | Demi Vollering              | Lotte Kopecky        | Cecilie Uttrup Ludwig  |
| 2024 | Lotte Kopecky               | Elisa Longo Borghini | Demi Vollering         |
| 2025 | Demi Vollering              | Anna van der Breggen | Pauline Ferrand-Prévot |